# 알파빌 (밴드)
알파빌(Alphaville)은 독일의 신스팝 밴드이다.